# Erich Flatau
Erich Theodor Helmuth Flatau (* 9. August 1879 in Görlitz; †  4. Februar 1946 in Berlin) war ein deutscher Kommunalpolitiker und Gewerkschafter. Flatau war für die SPD ab 1921 bis 1933 Stadtverordneter von Berlin, seit 1929 als Vorsitzender der SPD-Fraktion in der Berliner Stadtverordnetenversammlung, sowie von 1930 bis 1933 Mitglied im Preußischen Staatsrat.

## Leben
Flatau war der Sohn des Kaufmanns Max Flatau und seiner Ehefrau Edwina. Er besuchte zunächst die Volksschule in Dresden und später die Realschulen in Johannstadt und Pirna, die er mit dem Reifezeugnis verließ. Er wurde Handlungsgehilfe im Betrieb seines Vaters und absolvierte an der Kunsthochschule ein Dramaturgiestudium. In den Folgejahren war er dramaturgischer Sekretär und Verwalter einer Theaterbibliothek in Pirna und Dresden.
Er wurde Mitglied in der Genossenschaft Deutscher Bühnenangehöriger und war zwischen 1900 und 1912 deren Gewerkschaftssekretär. Bereits 1909 trat Flatau in die SPD ein. 1915, während des Ersten Weltkrieges, wurde er eingezogen, aber schon zwei Jahre später als dienstunfähig entlassen. Als Angestellter bei Siemens in Berlin, gehörte er während der Novemberrevolution 1918 zu den Mitbegründern eines Arbeiterrates. Die Angestellten wählten Flatau zu ihrem Zentralobmann. Ab 1919 arbeitete er als hauptamtlicher Sekretär beim Zentralverband der Angestellten und seit Mai 1920 als Geschäftsführer des Ortskartells Berlin des Allgemeinen freien Angestelltenbundes, ein Amt, das Flatau bis 1933 ausübte. Er war außerdem Mitglied im Vorstand des Ortsausschusses Berlin des Allgemeinen Deutschen Gewerkschaftsbundes und im Vorstand des Bezirksausschusses Berlin des Allgemeinen Deutschen Beamtenbundes sowie im Aufsichtsrat des gewerkschaftseigenen Wohnungsbauunternehmens GEHAG, des Kuratoriums der Gewerkschaftsschule, der Filmprüfstelle Berlin und der Verwaltung der Freien Volksbühne Berlin.
1921 wurde Flatau für die SPD Berliner Stadtverordneter und führte ab 1929 Vorsitz der SPD-Fraktion in der Berliner Stadtverordnetenversammlung. Anlässlich des Sklarek-Skandals hielt er am 10. Oktober 1929 eine vielbeachtete Rede in der Berliner Stadtverordnetenversammlung, die noch im gleichen Jahr im SPD-eigenen Vorwärts-Verlag gedruckt und veröffentlicht wurde (Zum "Sklarek-Skandal". Rede des Stadtverordneten Erich Flatau in der Berliner Stadtverordnetenversammlung am 10. Oktober 1929.) Auch als Stadtverordneter gehörte er einer Vielzahl von Gremien an, so unter anderem dem Haushaltsausschuss, dem Ältestenausschuss, der Deputation für das Kunst- und Bildungswesen und der Deputation für das Berufs- und Fachschulwesen. Er saß im Vorstand der Volkshochschule Groß-Berlin und des Deutschen Städtetages sowie im Aufsichtsrat der Städtischen Oper und des Berliner Philharmonischen Orchesters. Im Januar 1930 wurde Flatau in den Preußischen Staatsrat gewählt, dem er offiziell bis Juli 1933 angehörte.
Aber schon Anfang Mai 1933, nach der Machtübernahme durch die Nationalsozialisten, wurde Flatau verhaftet. Er wurde in das SA-Gefängnis Papestraße verschleppt und später in das Polizeigefängnis am Alexanderplatz überführt, aus dem er Mitte Mai 1933 entlassen wurde. Seine Anstellung als Geschäftsführer des Allgemeinen freien Angestelltenbundes wurde fristlos gekündigt. In der Folgezeit gab es mehrere Hausdurchsuchungen bei ihn, wobei auch sein Sparbuch beschlagnahmt wurde. Er emigrierte im Juli 1933 für mehrere Wochen nach Prag, kehrte aber bereits im September nach Berlin zurück. Nach zwei Jahren Arbeitslosigkeit, erhielt er erst im November 1935 eine Stelle als Lektor und 1937 als Büroleiter beim Reichsinnungsverband des Buchbinderhandwerks.
Mit Ausbruch des Zweiten Weltkrieges wurde Flatau Anfang September 1939, zusammen mit 40 weiteren Gewerkschafts- und SPD-Funktionären, in das Konzentrationslager Sachsenhausen gebracht. Ende September 1939 wurde er aus dem Konzentrationslager nach Hause entlassen, mit der Auflage, sich sofort bei der Geheimen Staatspolizei in Berlin zu melden. Er konnte seine frühere Stellung beim Reichsinnungsverband des Buchbinderhandwerks wieder antreten. Während der gesamten NS-Zeit hielt er Kontakt zu freigewerkschaftlichen Gruppen, so unter anderem mit dem Gewerkschafter Bernhard Göring, die sich illegal trafen. Von August bis September 1944 wurde Flatau während der Aktion Gitter erneut verhaftet und in das Konzentrationslager Sachsenhausen gebracht. Er war nun bereits 65 Jahre alt und erlitt einen bleibenden Herzschaden.
Nach Kriegsende beteiligte sich Flatau aktiv am demokratischen Neuaufbau. Bereits im Juni 1945 traten er und seine Frau wieder in die SPD ein und schon Ende Oktober 1945 war er Mitglied im Bezirksausschuss Berlin-Tempelhof des Freien Deutschen Gewerkschaftsbundes. Im Januar 1946 wurde er Vorsitzender der Bezirksverbandsleitung. Noch im gleichen Monat wurde er wegen einer Tumoroperation in das Tempelhofer Krankenhaus eingeliefert, die er wegen seiner erlittenen Herzkrankheit nicht überlebte. Er starb am 4. Februar 1946, im Alter von 66 Jahren, im Krankenhaus in Berlin-Tempelhof. Erich Flatau war seit 1908 mit Margarete Doliwa aus Gleiwitz verheiratet, die Ehe blieb kinderlos.